# 스탠드업 슬라이딩
스탠드업 슬라이딩이란 야구에서 타자나 주자가 다음의 누상으로 진루할 때 다리를 먼저 다음의 누상에 닫게하는 슬라이딩을 가르킨다. 벤트레그 슬라이딩이나 스탠딩 슬라이딩이라고도 불린다. 헤드퍼스트 슬라이딩과 훅 슬라이딩과 더불어 슬라이딩의 한 종류이다.

## 특성
스탠드업 슬라이딩은 타자나 주자가 다음의 누상으로 진루할 때 야수의 태그를 피하거나 오버런을 피하기 위한 상황일 때 주로 하는 슬라이딩이다. 타자라면 반드시 익혀야 하는 기술 중에 하나이며 헤드퍼스트 슬라이딩에 비해 상대적으로 누상에서 여유있는 상황에서 주로 하는 슬라이딩이다. 스탠드업 슬라이딩을 할 때는 반드시 한쪽 발은 뒤꿈치가 땅에 절대 닫지않을 정도로 들고 다른 발은 확실하게 접은 채 미끄러져 들어가고 뒷다리는 엉덩이와 허벅지로 미끄러져 들어가는 슬라이딩의 방식이다. 앞쪽 발의 뒤꿈치가 땅에 걸리면 발목 부상의 위험이 있으며 또한 앞쪽 발은 무릎을 살짝 굽혀서 누상에 닫았을 때 충격을 흡수하도록 해야 한다. 슬라이딩을 할 때는 최대한 속도가 줄지 않도록 유의하면서 부상 방지를 위해 양손을 들고 해야하며 슬라이딩을 과감하게 해야 부상의 위험이 적다. 어느 정도의 숙련도가 꼭 필요한 동작인만큼 천연 잔디나 여의치 않다면 냉장고 상자와 같은 마분지 상자를 깔고 훈련하는 것이 좋다.

## 같이 보기
- 슬라이딩
- 헤드퍼스트 슬라이딩
- 훅 슬라이딩